# سفارة أوكرانيا في أوزبكستان
سفارة أوكرانيا في أوزبكستان هي أرفع تمثيل دبلوماسي لدولة أوكرانيا لدى أوزبكستان. تقع السفارة في طشقند وهي تهدف لتعزيز المصالح الأوكرانية في أوزبكستان.

## وصلات خارجية
- الموقع الرسمي
- قائمة سفارات أوكرانيا
- قائمة السفارات في أوزبكستان